# Tocca da Casauria

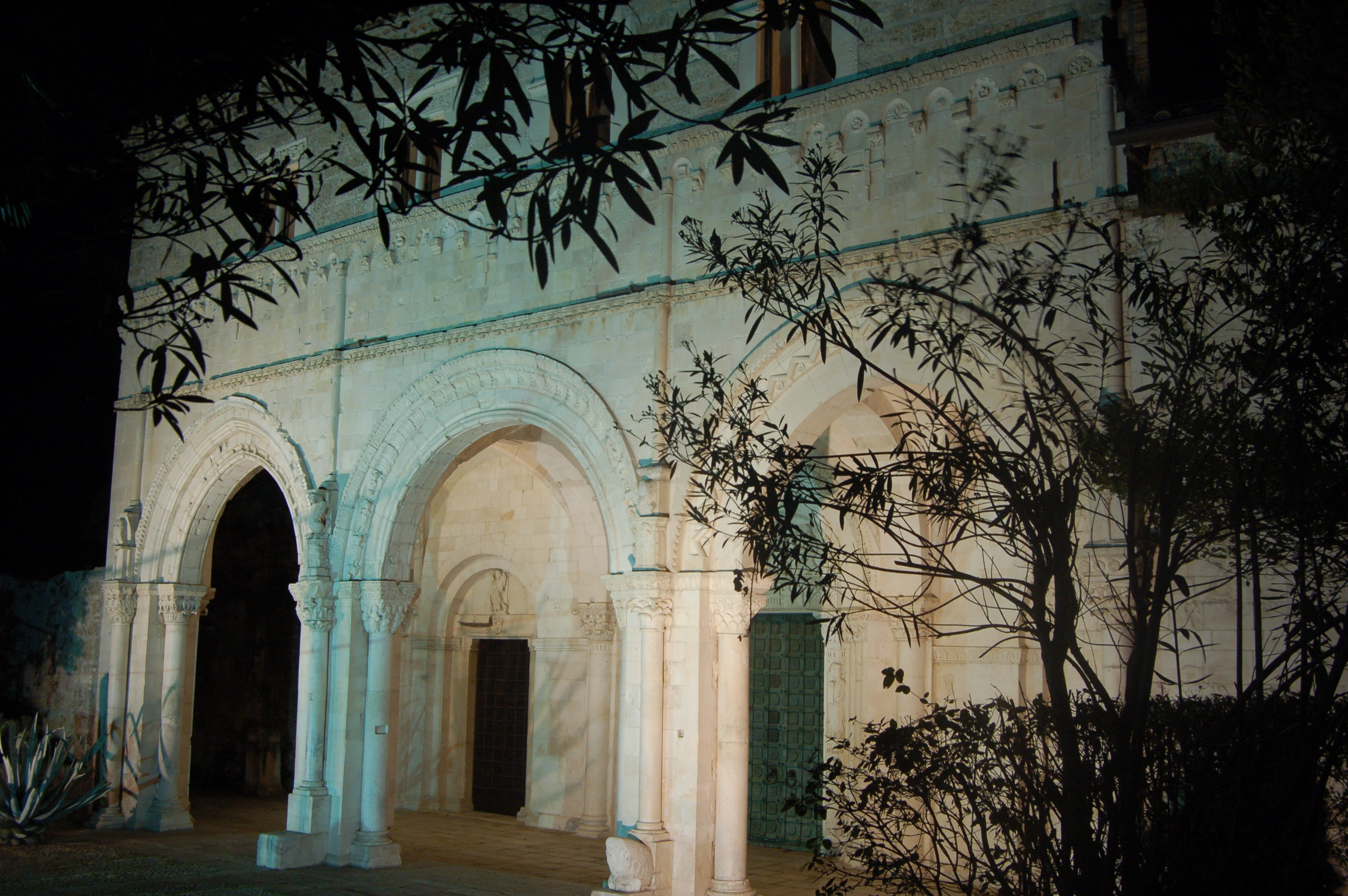
Imagine a bisericii

Tocca da Casauria este o biserică în comuna Castiglione a Casauria din provincia Pescara, regiunea Abruzzo din Italia. Fiind cea mai renumită prin monumentele sale arhitectonice din regiunea Abruzzo. Clădirea inițială a bisericii a fost construită între anii 1176 - 1182. Din punct de vedere de stilistic construcția este caracteristică fazei de trecere de la stilul romantic la cel gotic, materialul de construcție folosit fiind travertinul.